# CGC Viareggio 1993-1994
Questa voce raccoglie le informazioni riguardanti del CGC Viareggio nelle competizioni ufficiali della stagione 1993-1994.

## Stagione
Diciannovesimo campionato di Serie A1. La società continua nel ridimensionamento della sezione hockey per questioni di bilancio, anche con il nuovo presidente Badioli. Partono Bertolucci e Vecoli, sostituiti da ragazzi del vivaio bianconero. C'è un tentativo di ingaggiare altri giocatori, ma sono fuori dal budget prefissato. I tifosi protestano e il palasport è semi-vuoto durante le partite. L'obbiettivo salvezza sarà centrato con il decimo posto.

## Maglie e sponsor
| 1ª divisa | 2ª divisa |

## Organico

### Giocatori
Dati tratti dal sito internet ufficiale della Federazione Italiana Sport Rotellistici.
| N° | Naz.              | Ruolo | Sportivo              |  |  |  |
| -- | ----------------- | ----- | --------------------- |  |  |  |
|    | Italia (bandiera) | P     | Giacomo Bertuccelli   |  |  |  |
|    | Italia (bandiera) | P     | Jacopo Monselesan     |  |  |  |
|    | Italia (bandiera) | E     | Stefano Camporeggi    |  |  |  |
|    | Italia (bandiera) | E     | Rossano Da Prato      |  |  |  |
|    | Italia (bandiera) | E     | Alessandro Barsi      |  |  |  |
|    | Italia (bandiera) | E     | Alessandro Giovannoni |  |  |  |
|    | Italia (bandiera) | E     | Emanuele Giordani     |  |  |  |
|    | Italia (bandiera) | E     | Francesco Dolce       |  |  |  |
|    | Italia (bandiera) | E     | Alberto Orlandi       |  |  |  |
|    | Italia (bandiera) | E     | Alessandro Martinelli |  |  |  |